# マーク・アディ
マーク・アディ（Mark Addy, 1964年1月14日 - ）はイギリスの俳優。HBOのドラマシリーズ「ゲーム・オブ・スローンズ」のロバート・バラシオン役として知られる。

## 略歴
イングランド・ヨーク出身。王立演劇学校で演技を学んだ。1988年からテレビに出始め、1996年にはローワン・アトキンソン主演のコメディ『シン・ブルー・ライン』にも出演。1997年の『フル・モンティ』で映画デビュー。近年はイギリスのテレビドラマに多く出演している。

## 主な出演作品
- シン・ブルー・ライン 第2章 The Thin Blue Line (1996) テレビシリーズ
- フル・モンティ The Full Monty (1997)
- ジャック・フロスト Jack Frost (1998) 日本劇場未公開、ビデオタイトル『パパは雪だるま ジャック・フロスト』
- フリントストーン2/ビバ・ロック・ベガス The Flintstones in Viva Rock Vegas (2000)
- 天国からきたチャンピオン 2002 Down to Earth (2001) 日本劇場未公開
- ROCK YOU! A Knight's Tale  (2001)
- タイムマシン The Time Machine (2002)
- 悪霊喰 The Order (2003)
- 80デイズ Around the World in 80 Days (2004)
- レッド・ライディング III : 1983 Red Riding: The Year of Our Lord 1983 (2009) テレビ映画
- ロビン・フッド Robin Hood (2010)
- バーニーズ・バージョン ローマと共に Barney's Version (2010)
- ゲーム・オブ・スローンズ 第一章:七王国戦記 Game of Thrones (2011) テレビシリーズ
- 大いなる遺産 Great Expectations (2011) 全3回のテレビミニシリーズ
- リメンバー・ミー 水底の女 Remember Me (2014) 全3回のテレビミニシリーズ
- ニュー・ブラッド 新米捜査官の事件ファイル New Blood (2016) テレビシリーズ
- ロスト・キング 500年越しの運命 The Lost King (2022)